# Natsuki Crisis
Natsuki Crisis (яп. なつきクライシス Нацуки Курайсису) — OVA, выпущенная студией Madhouse в 1994 году. Автор манги на основе сюжета OVA — Хирохиса Цурута, автор сценария — Маёри Сэкидзима, первую OVA поставил режиссёр Коити Тигира, вторую — Дзюнъити Саката, дизайн персонажей разработали Футоси Фудзикава и Сюити Симамура. Сама манга была посвящена карате годзю-рю.

## Сюжет
Простая и энергичная Нацуки Кисуми (Ай Орикаса) больше всего на свете любит карате, а ещё капитана своего клуба Масааки Янагисаву (Дзюрота Косуги) — мастера национального уровня. В школьной секции Кисуми давно уже превзошла большинство парней – благодаря как природному таланту, так и желанию эксклюзивно тренироваться с любимым сэмпаем. Среди девушек же соперниц у неё не было никогда, потому Кисуми так обрадовалась появлению новенькой по имени Рина Такаока (Юко Нагасима), перешедшей из академии «Дзёто» — молодёжной цитадели боевых искусств Японии.
То, что переведённая ученица держится отстранённо, не реагируя на попытки сблизиться, только раззадорило Нацуки. Вскоре она увидела, как Рина дерётся с группой парней в масках – холодно, яростно, с явным намерением убить. Ввязавшись в бой против желания Рины, Кисуми поняла, что «подруга поневоле» не зря покинула престижную академию, и прошлое ещё не раз придёт к ним в гости. Но тогда Рина уже не будет одинока…

## Манга
Публиковалась в журнале Weekly Young Jump издательства Shueisha.
| №  | Дата публикации     | ISBN                   |
| -- | ------------------- | ---------------------- |
| 1  | 18 января 1991 г.   | ISBN 978-4-08-861641-4 |
| 2  | 17 мая 1991 г.      | ISBN 978-4-08-861642-1 |
| 3  | 19 июля 1991 г.     | ISBN 978-4-08-861643-8 |
| 4  | 18 сентября 1992 г. | ISBN 978-4-08-861644-5 |
| 5  | 19 августа 1993 г.  | ISBN 978-4-08-861645-2 |
| 6  | 18 февраля 1994 г.  | ISBN 978-4-08-861646-9 |
| 7  | 19 апреля 1994 г.   | ISBN 978-4-08-861647-6 |
| 8  | 19 августа 1994 г.  | ISBN 978-4-08-861648-3 |
| 9  | 8 декабря 1994 г.   | ISBN 978-4-08-861649-0 |
| 10 | 19 апреля 1995 г.   | ISBN 978-4-08-861650-6 |
| 11 | 21 ноября 1995 г.   | ISBN 978-4-08-875371-3 |
| 12 | 8 декабря 1995 г.   | ISBN 978-4-08-875372-0 |
| 13 | 19 апреля 1996 г.   | ISBN 978-4-08-875373-7 |
| 14 | 21 августа 1996 г.  | ISBN 978-4-08-875374-4 |
| 15 | 12 декабря 1996 г.  | ISBN 978-4-08-875375-1 |
| 16 | 18 апреля 1997 г.   | ISBN 978-4-08-875376-8 |
| 17 | 19 сентября 1997 г. | ISBN 978-4-08-875565-6 |
| 18 | 19 ноября 1997 г.   | ISBN 978-4-08-875588-5 |

## Саундтрек
Музыкальное сопровождение к аниме написал композитор Ясухико Сигэмура, который известен также под псевдонимом Dynamite Shige (яп. ダイナマイト・シゲ Дайнамайто Сигэ).